# آدا جونز
أدا جين جونز (بالإنجليزية: Ada Jones)‏ (1 يونيو 1873 - 2 مايو 1922) هي مغنية شعبية أمريكية من أصل إنجليزي، أصدرت أولى تسجيلات لها عام 1893 على أسطوانات إديسون. وهي من أوائل المطربات اللاتي تم تسجيلهن. 

## السيرة
ولدت في لانكشاير في المملكة المتحدة، ثم انتقلت مع عائلتها إلى مدينة فيلادلفيا وهي في سن السادسة عام 1879. بدأت الغناء والتمثيل على خشبة المسرح، بما في ذلك أدوار القاصرين في ثمانينيات القرن التاسع عشر. 
غنت بطبقة الكونتراتو، وتعلمت الأغاني عن طريق السماع، ولم تملك القدرة على قراءة الموسيقى أو العزف على آلة موسيقية. ضمت ذخيرتها الفنية الأغاني الشعبية والراغتايم والفودفيل والكوميديا بمختلف اللهجات. بين عامي 1893-1894، سجلت أغانيها على علامة إديسون ريكوردز على أسطوانات شمعية، ما جعلها من أوائل المطربات اللاتي تم تسجيلهن.  غنت مع فنانين آخرين مثل بيلي موراي، وبيلي واتكينز، وكال ستيوارت، ولين سبنسر، وكذلك مع ابنتها شيلا ذات الإثنا عشر عامًا. أصبح سفرها في جولات غنائية صعبًا بسبب مشاكلها مع الصرع. 
في عام 1893 أو 1894، سجلت بعض العروض الموسيقية لشركة نورث أميريكا، بما في ذلك "Sweet Marie" و "The Volunteer Organist". لكن فشل هذه الشركة أثر على مسيرتها التسجيلية ولم تعد للتسجيل حتى عام 1905، وكانت قد قدمت عروضا في مواقع مثل متحف هوبر في مدينة نيويورك.
من أشهر أغانيها "The Yama Yama Man" التي سجلتها في عام 1909 لصالح شركة فيكتور لايتس أوبيرا.  تم تغيير كلمات المقطع الثاني والثالث من الأصل. 
توفيت في روكي ماونت بولاية نورث كارولينا في 22 مايو 1922 بسبب الفشل الكلوي.

## وصلات خارجية
- آدا جونز على موقع ميوزك برينز (الإنجليزية)
- آدا جونز على موقع أول ميوزيك (الإنجليزية)
- آدا جونز على موقع ديسكوغز (الإنجليزية)